# Studio One
PreSonus Studio One (ˈstudiˌoʊ wʌn, Студио Уан) — программа для создания и записи музыки на компьютере (цифровая звуковая рабочая станция), разработанная американской компанией PreSonus Software для операционных систем Mac OS X и Microsoft Windows. Представляет собой программный аудиоредактор и MIDI-секвенсер для написания музыки, а также содержит набор инструментов для обработки, микширования и мастеринга уже готовых композиций.

## История
Разработка Studio One началась в 2006 году. Совместно с PreSonus работа над новой программой велась немецкой фирмой KristalLabs Software, основателями которой были Матиас Джуван и Вольфганг Кундрус. Последний до этого работал в компании Steinberg, где был одним из ведущих разработчиков пакетов Cubase и Nuendo. Впоследствии KristalLabs объединилась с PreSonus: Кундрус стал генеральным директором компании, а Джуван — ведущим инженером. Другие члены команды: Майк Опперманн и Эйке Джонас — также являются бывшими сотрудниками Steinberg.
Studio One предназначена для работы в операционных системах Mac OS X и Microsoft Windows. Программа поставляется в трех редакциях: Prime (начальная или бесплатная редакция), Artist и Professional. Ранее существовала редакция Producer, однако с выходом третьей версии Studio One её выпуск был прекращен. Информация по каждой редакции и перечень отличий между ними доступна на официальном сайте разработчика.
20 мая 2015 года вышла третья версия программы.
25 февраля 2016 года вышла версия 3.2.

## Возможности
- Сведение аудио и миди.
- Поддержка VST-эффектов и инструментов.
- Встроенный в микшер сатуратор звука с аналоговым моделированием.
- Дорожки автоматизаций с расширенными возможностями их редактирования.
- Возможность встраивать VST-эффекты реального времени в отдельные аудио-объекты, а не только в дорожки.
- Поддержка Миди эффектов.
- VCA-фейдеры.
- Качественная поддержка drag-n-drop функционала интерфейса.
- Поддержка импорта видео файла и его синхронизированного с секвенцией воспроизведения.
- Панель набросков (scratch pads) - дополнительные параллельные секвенции для экспериментов.

### Обзоры
- Евгений Медведев, Вера Трусова. PreSonus Studio One — компактная DAW нового поколения. // Музыкальное Оборудование. — 2009. — Ноябрь.
- Sam Inglis. Presonus Studio One 2.0 — Recording, Mixing & Mastering Software (Mac/PC) :  [англ.] // Sound On Sound. — 2011. — September.
- Mike Metlay. Reviewed and Revisited: PreSonus Studio One 2.0 :  [англ.] // Recording Magazine. — 2012. — June.
- Chris Devine. PreSonus Studio One 3 DAW Review :  [англ.] // Performer Magazine. — 2015. — August.
- PreSonus Studio One 2 Professional review :  [англ.] // MusicRadar. — 2012. — January.
- PreSonus Studio One 3 review — The One to run to? :  [англ.] // MusicRadar. — 2015. — August.
- Tomislav Zlatic. Studio One 3 Review (англ.). Bedroom Producers Blog (21 мая 2015). Дата обращения: 5 декабря 2015. Архивировано 8 декабря 2015 года.
- Richard Oaten. PreSonus Studio One 3 DAW – Gearjunkies Review (англ.). Gearjunkies.com (24 июня 2015). Дата обращения: 5 декабря 2015. Архивировано 8 декабря 2015 года.
- Marty Paule. Hands-On Review: PreSonus Studio One 3 (англ.). Musician's Friend (13 июля 2015). Дата обращения: 5 декабря 2015. Архивировано 8 декабря 2015 года.
- PreSonus Does a Successful Overhaul with Studio One 3 – Review (англ.). Crossfadr (25 сентября 2015). Дата обращения: 5 декабря 2015. Архивировано 8 декабря 2015 года.
- Alistair McGhee. Review: PreSonus Studio One 3 (англ.). Audio Media International (1 октября 2015). Дата обращения: 5 декабря 2015. Архивировано из оригинала 3 октября 2015 года.